# Garde-meuble

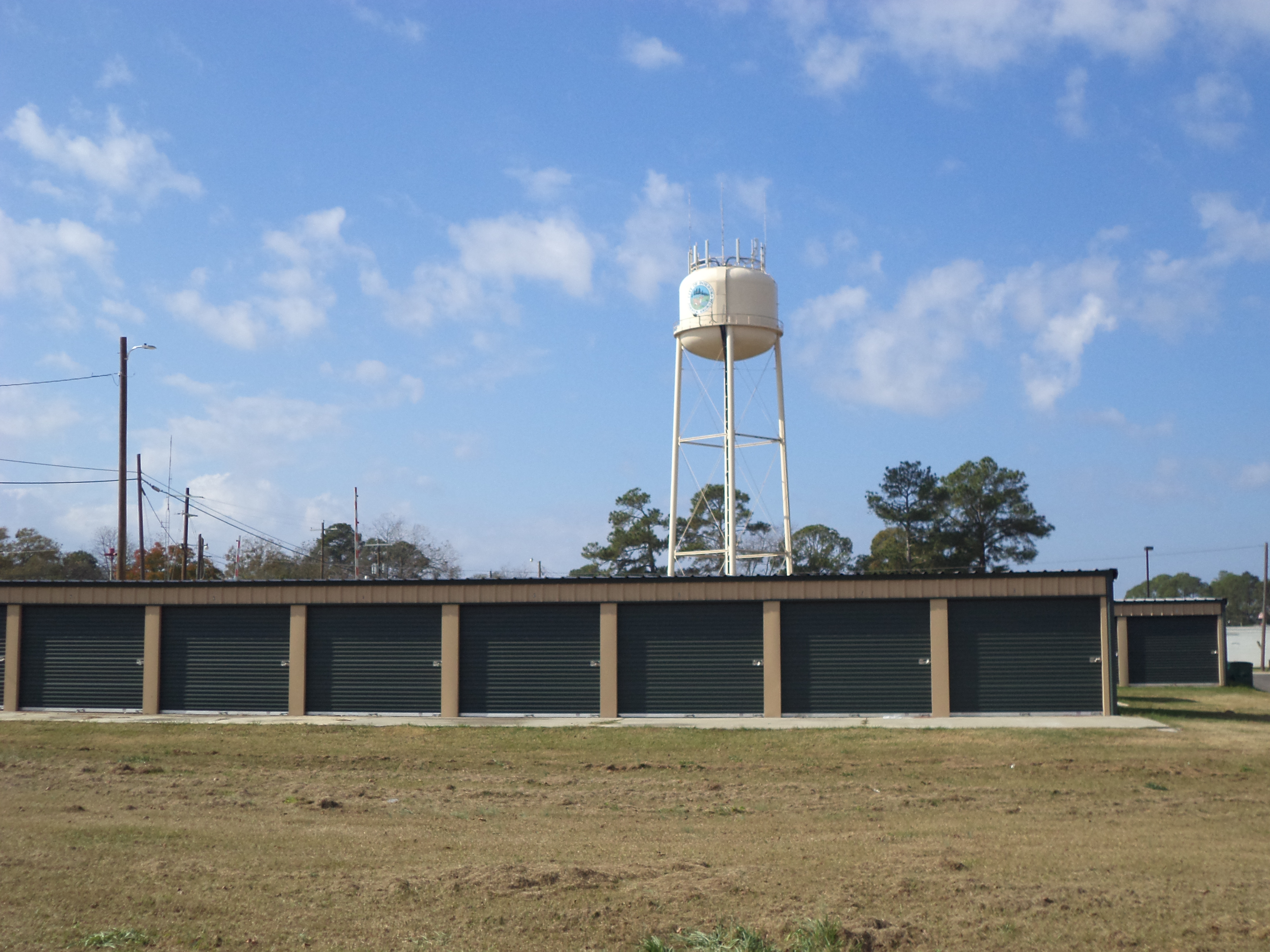
Série de portes d'un mini-entrepôt extérieur.

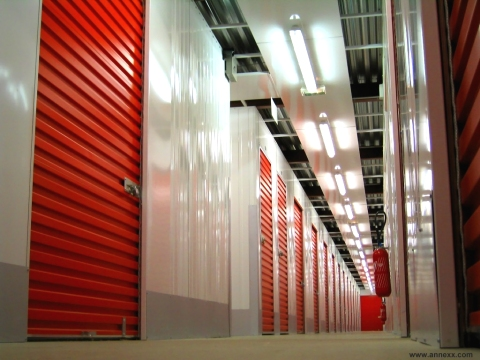
Couloir dans un site à entreposage intérieur.

Un entreposage libre-service, un mini-entrepôt, un garde-meuble ou un self-stockage (self-service storage en anglais) est une entreprise spécialisée dans la location de locaux d'entreposage dans lequel le grand public ou les entreprises peuvent entreposer leurs objets de façon permanente ou temporaire.
Les types de locaux varient beaucoup ; en extérieur accessible en véhicule ou en batiment ; certains sont de petits casiers alors que d'autres ont la même superficie qu'un garage. Les raisons pour louer un local sont multiples : déménagement, manque d'espace dans la maison, manque d'espace dans le garage, entreposage d'équipement saisonnier (tondeuse à gazon, canot, skis, snowboard, climatiseur, accessoires de piscine, etc.). Certains mini-entrepôts spécialisés permettent d'entreposer des voitures, des bateaux et des véhicules tout terrain (VTT).

## Terminologie
Self-stockage vient directement de l'anglais, même si c'est un mot qui n'est pas utilisé dans les pays anglophones. En effet, self signifie « soi-même », et stockage est un terme qui a connu une évolution au fil des siècles : il est passé de « estoc » à « stock », de base anglo-saxonne. Beaucoup de termes anglais sont adoptés par les francophones, puis réadaptés au français comme e-mail : courriel. En anglais, on utilise le terme self-storage.
Le terme est francisé en mini-entreposage, mini-entrepôt, stockage en libre-service ou entreposage libre-service,.
Garde-meuble, aussi orthographié même au singulier garde-meubles, est un endroit plus spécifiquement destiné à entreposer des meubles. Il peut fonctionner en mini-entrepôt libre ou être un entrepôt général où les employés s'occupent de l'entreposage et de l'inventaire des biens.

## Fonctionnement
De façon générale, les volumes se louent de façon mensuelle ou à la semaine. Le client peut y entreposer ses biens pendant la période voulue. Certains volumes sont accessibles 24/24 et 7/7 mais d’autres sont accessibles pendant le jour seulement.
On trouve deux types de garde-meuble : En extérieur sur des sites sécurisés, des conteneurs sont à disposition des clients, on y accède en véhicule. L'autre type est en entrepôts. Les clients ne peuvent accéder aux locaux des autres clients. Plusieurs mini-entrepôts remettent à leur clientèle une serrure à cylindre et une clef, d'autres demandent aux clients de fournir leur propre cadenas et finalement certains fournissent une clef magnétique, ils peuvent utiliser seulement un système d’aération pour faire entrer et sortir l’air de dehors alors que d'autres contrôlent l'humidité et la température de l’établissement (de 20 à 5 °C, selon le type).
Bien que relativement similaire à un garde-meuble, il s'en distingue par sa flexibilité et sa liberté d'accès. Le client remplit son emplacement et peut y revenir autant de fois qu'il le souhaite sans frais. Ainsi, le box de stockage devient une extension de son logement dans lequel tout ce qui n'est pas utile au quotidien peut être entreposé ou isoler des biens qui vous sont chers sentimentalement.

## En extérieur

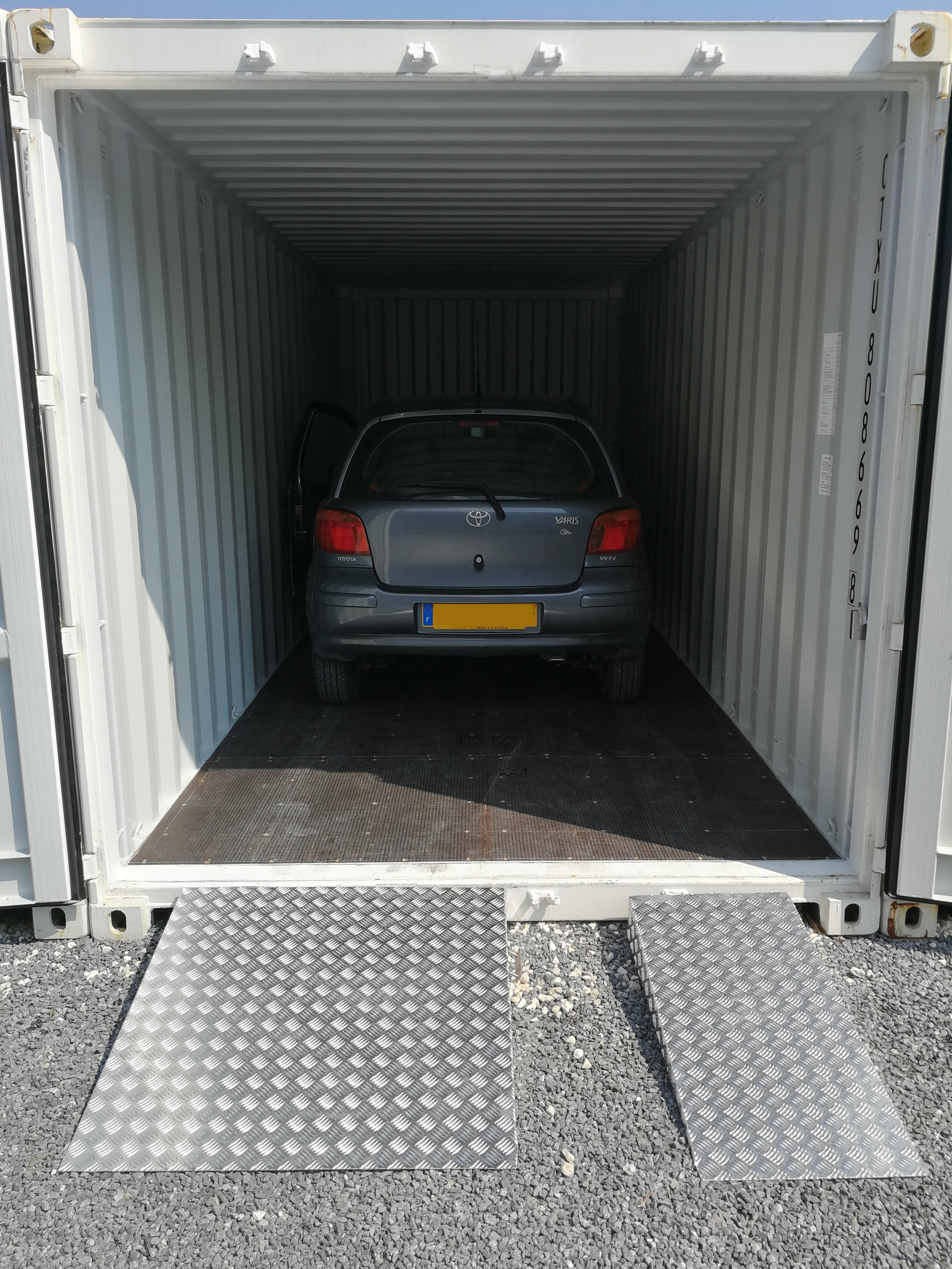
Stockage d'un véhicule dans un conteneur

Le centres se trouvent généralement en zone industrielle ou en périphérie des villes. L'accès au site est contrôlé et il est sécurisé, il est accessible en véhicule léger comme aux poids lourds ce qui facilite le chargement et déchargement des biens à entreposer. Il existe différentes tailles de conteneurs de 1m² à 28m². Il est possible d'y garer un véhicule.

## En entrepôt
Il y a plusieurs façons d'aménager un entrepôt, on peut y mettre des conteneurs en plain-pied, l'avantage majeur est la rapidité de mise en place, l’inconvenant est y a peu d'optimisation des surfaces contrairement à un aménagement en créant des cellules en général en bardage métallique avec des portes d'accès verrouillables. 

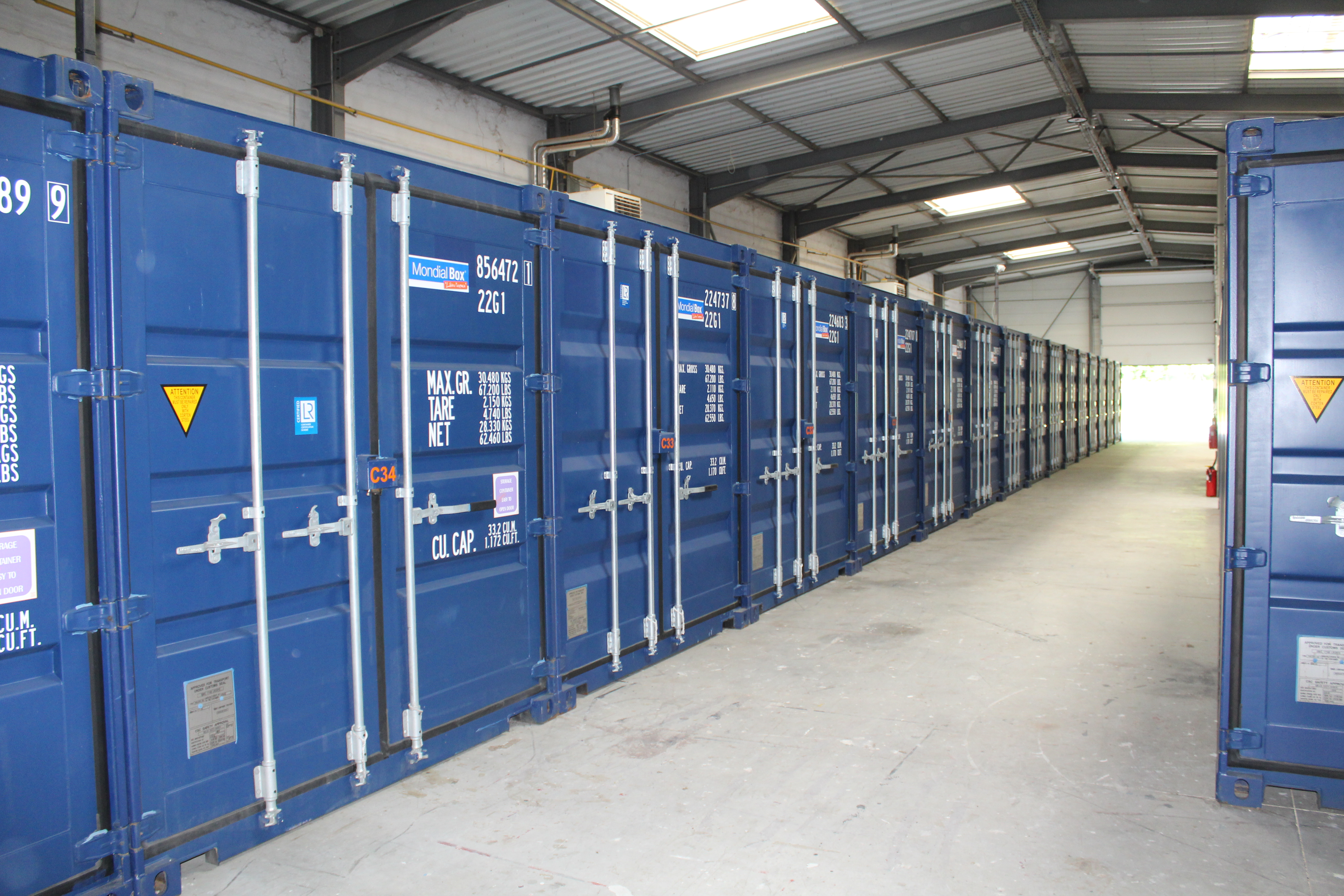
Aménagement d'un entrepôt avec des conteneurs de 20 pieds

Les portes qui s'enroulent sur elles-mêmes, ont l'avantage de ne pas prendre d'espace lorsqu'on les ouvre, en revanche, elles ont l’inconvénient d'être lourdes, ce qui peut causer des problèmes de dos pour les personnes âgées. Elles ont aussi tendance à se salir plus rapidement que les portes lisses.

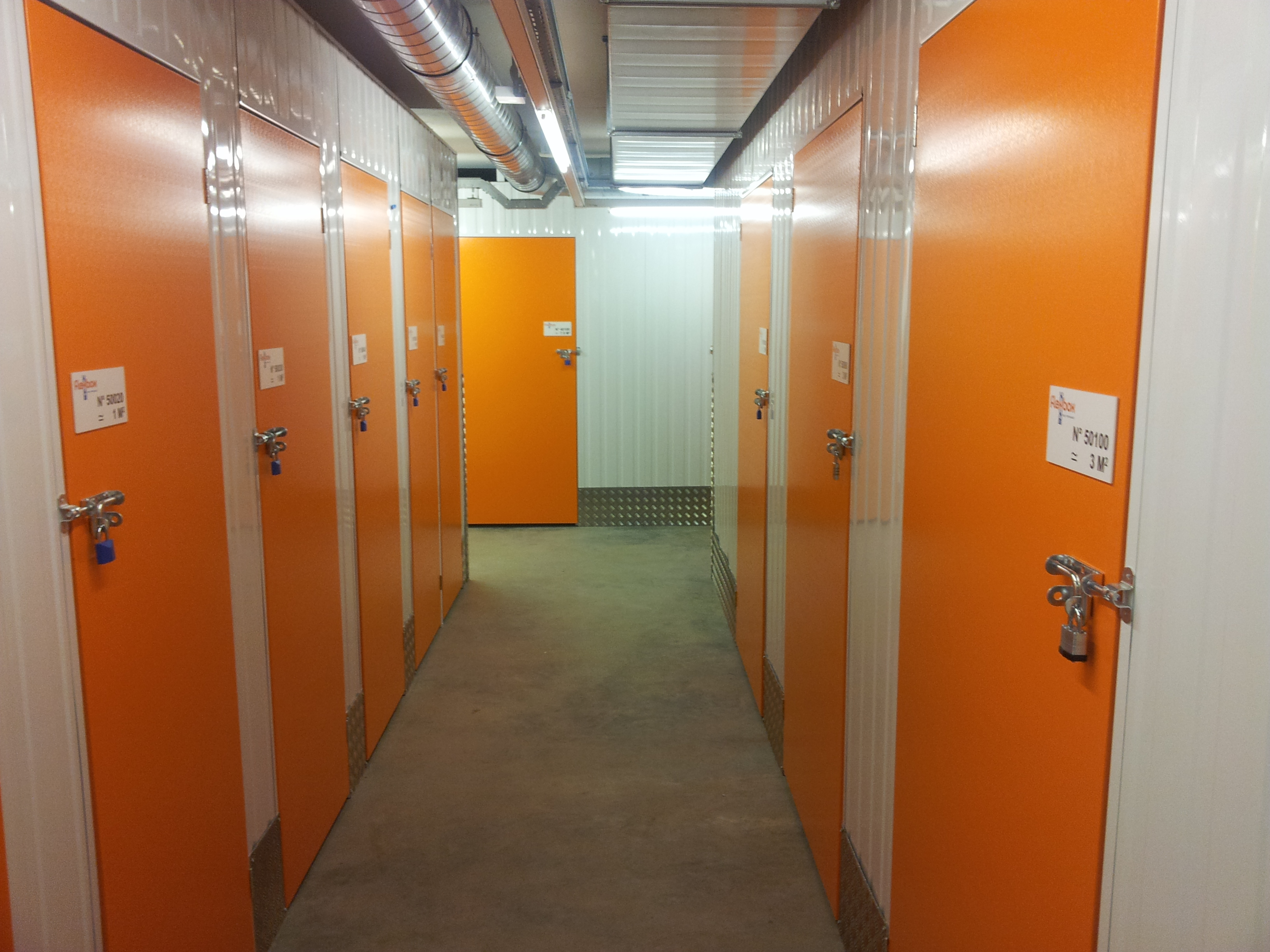
Portes d'emplacements de petite largeur à fixation latérale.

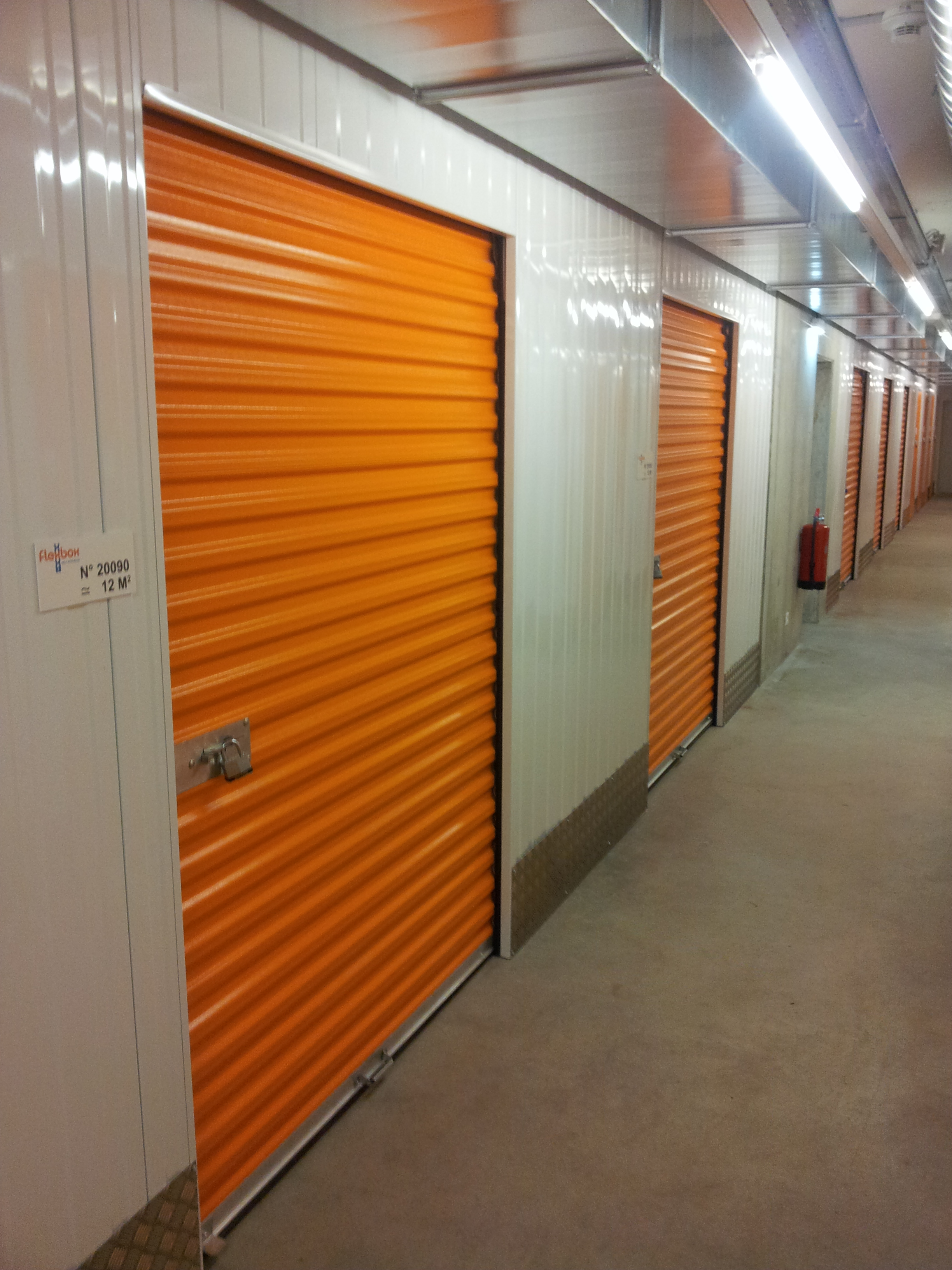
Centre d'entreposage libre avec porte large qui s'enroule assistée par un ressort.

Étant donné que le concept vise tant les entreprises que les particuliers, certains centres ont été conçus pour tous publics. C'est ainsi que pour des portes de petite largeur, on emploie des articulations latérales. Ce système présentant des limites, pour des portes plus larges, qui prendraient trop de place à l'ouverture, deux options sont employées : soit deux portes à fixation latérale et ouverture sur le milieu, soit des portes qui s'enroulent vers le haut, assistées par un ressort.

## Popularisation
L'entreposage en libre service est un service très développé aux États-Unis, où il est utilisé couramment avec plus de 55 000 sites, et au Canada. Le développement en Europe est rapide et ce secteur d'activité compte environ 2 500 centres en 2018. La Grande-Bretagne représente le plus important marché européen (1500 centres), suivi par la France (480 centres), les Pays-Bas (300 centres) et l'Espagne (400 centres). La FEDESSA (Association Européenne du Self-stockage) regroupe les principaux acteurs du self-stockage.
La grande expansion connue par l'entreposage libre-service, a conduit à différentes implémentations au niveau de la sécurité, des accès aux boxes etc. L'entreposage libre service s'adresse aux particuliers et aux professionnels. De nombreux acteurs se sont positionnés sur ce marché : YouStock, Annexx, Homebox, jestocke.com, Mondialbox, Shurgard.

### Usage des particuliers
Il est utilisé par des personnes qui déménagent ou qui partent pour l'étranger, des étudiants qui ont besoin de mettre de côté leurs affaires le temps des vacances, des personnes qui désirent entreposer des biens saisonniers ou conserver des biens familiaux. Il s'adresse aussi aux particuliers qui ne trouvent pas chez eux la place pour toutes leurs affaires et ne disposent pas de cave ou de grenier.

### Usage commercial
Les entreprises peuvent l'utiliser comme un petit entrepôt où elles peuvent conserver des documents, des ordinateurs, des archives, du matériel ou des outils. Certains opérateurs offrent une solution aux entreprises multi-sites, en leur proposant un box pour leurs salariés dans différentes villes avec une facturation unique et centralisée.
En Suisse, la loi prévoit que les déménageurs sont tenus de garder les meubles entreposés de leurs clients, pendant une durée indéterminée. Ce qui veut dire qu'un déménageur n'aurait pas le droit de se débarrasser des meubles en cas de non-payement des charges d'entreposage (quand bien même dix années se seraient écoulées). Pour cette raison, certains déménageurs ne veulent plus prendre en charge l'entreposage des meubles et préfèrent directement rediriger le client vers des centres d'entreposage libre-service.

## Garde-meuble administratif
Il peut désigner (écrit alors en lettres capitales, « Garde-Meuble ») l'administration ou le bâtiment où est entreposé le mobilier royal ou national. En France existait ainsi le Garde-Meuble de la Couronne, administration royale créée sous Henri IV, et qui sera remplacée à la Révolution par le Mobilier national. L'hôtel du Garde-Meuble était le nom du bâtiment officiel abritant cette administration et servant d'entrepôt du mobilier. En 1772 sera achevé un bâtiment spécialement construit, l'actuel hôtel de la Marine, place de la Concorde à Paris.